# Straße von Tigres
Die Estreito dos Tigres (deutsch Straße von Tigres; portugiesisch Estreito dos Tigres oder Baía dos Grandes Peixes) ist eine Meerenge im Atlantik an der Küste Angolas.

## Geografie
Die Meerenge war ehedem 37 Kilometer lang, an ihrer breitesten Stelle knapp 10 Kilometer breit und öffnete sich nach Norden hin zum offenen Meer. Im Süden war sie durch eine schmale Landzunge abgeschlossen, die dort verhinderte, dass der Benguelastrom eindringt. 1962 brach die Landzunge durch und machte die Ilha dos Tigres zu der einzigen Sandinsel vor der 2000 Kilometer langen Wüste Namib.

## Geschichte

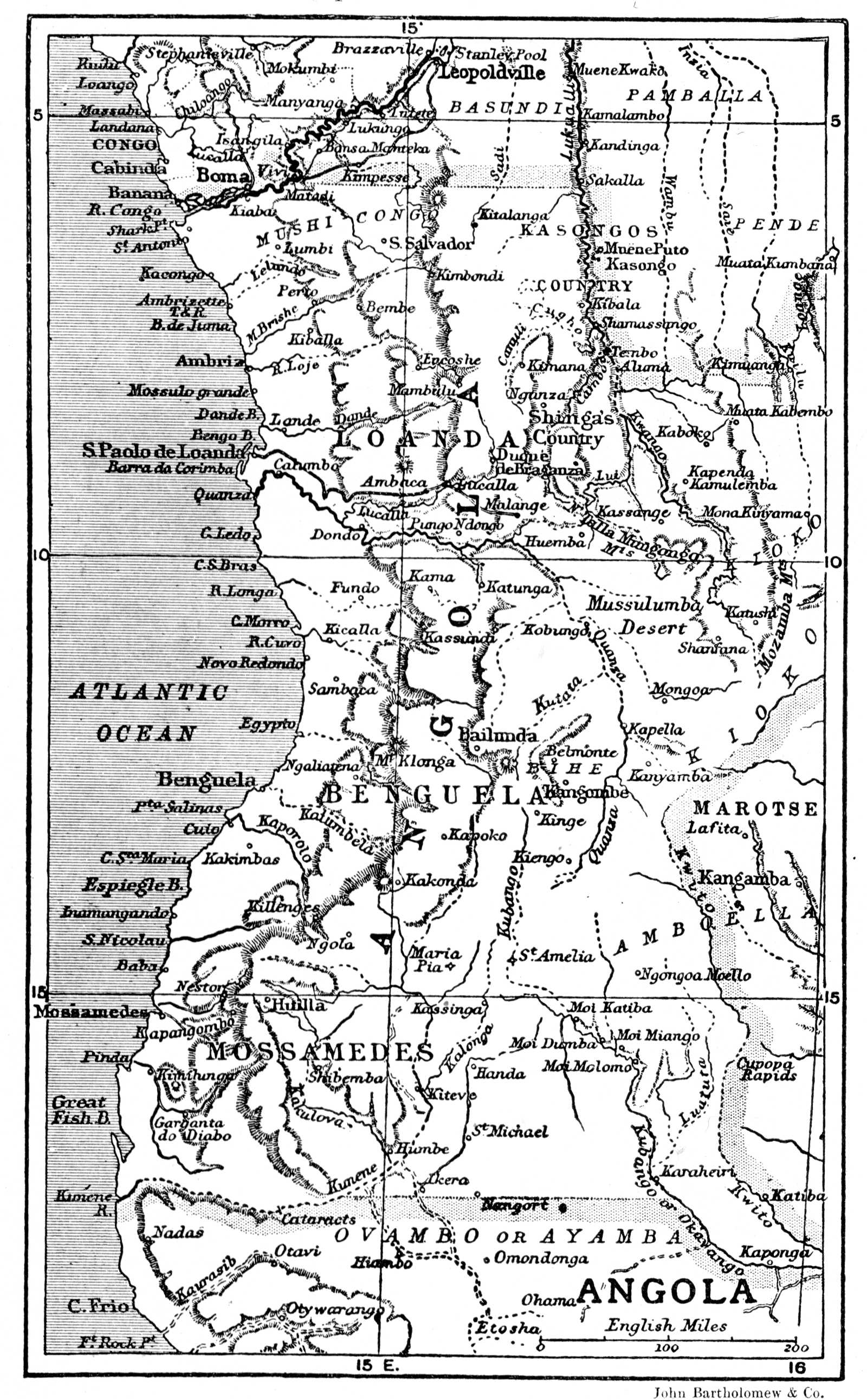
Great Fish Bay auf historischer Karte von 1906

Die Meerenge wurde ersturkundlich um 1485/86 bei Diogo Cão auf dessen dritter Reise an die afrikanischen Küsten im Auftrag von König Joao II. erwähnt.
Teilweise wird auch die Insel Ilha dos Tigres so benannt sowie eine der ehemaligen Ansiedlungen und Fischereihäfen an der Ostküste der Insel.
In der deutschen Kolonialzeit wurde die Bucht auch Große Fischbai (englisch: Great Fish Bay) genannt.
Schon vor der portugiesischen Kolonialzeit war die Meerenge regelmäßig ein Versteck für die internationale Piraterie an der Westküste Afrikas.
Nach dem Zusammenbruch des portugiesischen Kolonialreiches in der Mitte der 1970er Jahre und dem damit verbundenen Wegfall der effizienten Kontrollen dieses Seebezirkes wurde die Meerenge zu einem „El Dorado“ krimineller Aktivitäten. Es florierte der Schmuggel mit Elfenbein und die fischreiche Gegend wurde zu einem Schwerpunkt der Fischwilderei.

## Heute
Die Landschaften auf der Insel und dem Festland, die die Meerenge umschließen, sind geprägt von Sanddünen und flachen Lagunen, in denen unzählige Vögel und verschiedene Meeresbewohner leben. Die Baia dos Tigres besitzt das am wenigsten bekannte Küstenfeuchtgebiet an der Westküste Afrikas, mit 25 Sumpfgebiet Vogelarten.